# Parafiza (mózg)
Parafiza (ang. paraphysis) – niewielki narząd, umownie rozdzielający międzymózgowie i kresomózgowie. Należy do narządów okołokomorowych. U człowieka występuje jedynie w okresie zarodkowym, następnie zanika.